# Pedicularis collata
Pedicularis collata är en snyltrotsväxtart som beskrevs av David Prain. Pedicularis collata ingår i släktet spiror, och familjen snyltrotsväxter. Inga underarter finns listade i Catalogue of Life.